# Restaurant Löwenbräu, Stockholm

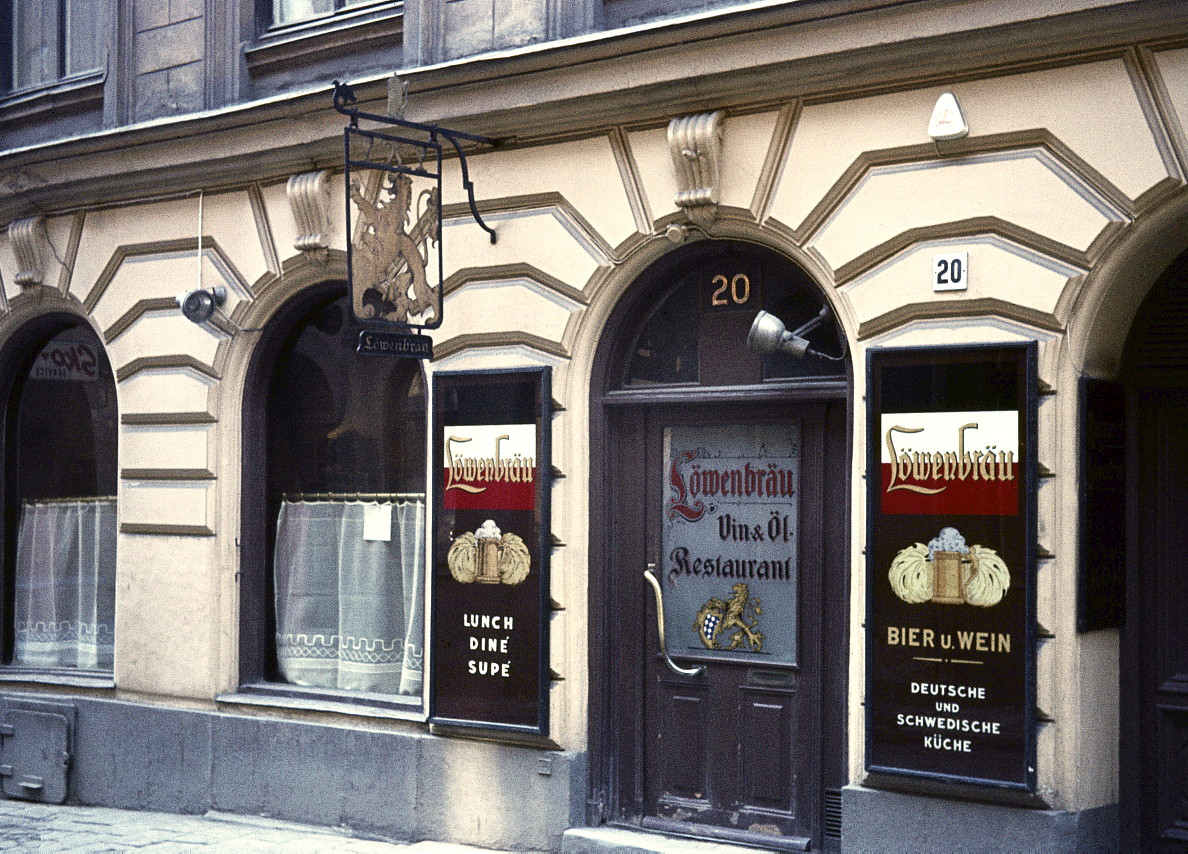
Löwenbräu vid Jacobsgatan, 1963.

Restaurant Löwenbräu (även kallad Löwet, mindre vanligt "Löwis".) är en anrik restaurang och ölhall som 1910 öppnade sina lokaler vid Jacobsgatan 20 på Norrmalm i Stockholm. Löwenbräu flyttade 1970 från Klarakvarteren till nya lokaler vid Fridhemsplan 29 på Kungsholmen.

## Historik

### Bakgrund

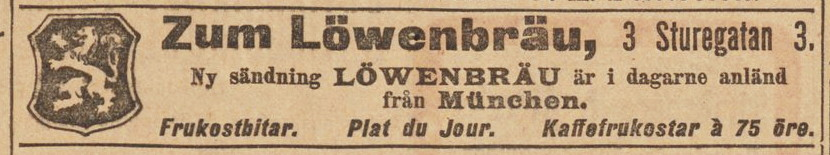
Zum Löwenbräu vid Sturegatan 3, annons i Svenska Dagbladet, 28 maj 1905.

Kring sekelskiftet 1900 började det bli högsta mode att gå på ”Bierstube” (ölstuga). Att servera öl ”på tyskt vis”, alltså i ölhallar eller ölstugor, introducerades av Tyska Bryggeriet på 1840-talet när de grundade en kedja med Bierstuben för vilka bryggaren Franz Adam Bechmann basade. Nytt intresse för ölstugor kom genom ölutskänkningen på Stockholmsutställningen 1897 och när utställningen var slut ”växte ölstugurna upp som svampar” kunde Svenska Dagbladet rapportera i december 1899. Vid den tiden fanns flera ölstugor med namn som ”Humlan” på Drottninggatan, ”Malta” vid Stureplan, ”Antons Bierstube” och ”Zur Himmelsleiter” vid Jacobsgatan samt ”Zum Franziskaner” vid Skeppsbron och ”Zum Löwenbräu” vid Sturegatan 3. Den senare existerade fortfarande 1905 men har inget gemensamt med nuvarande ”Restaurant Löwenbräu”. Av Stockholms gamla tiders ölstugor existerar idag bara Zum Franziskaner.

### "Löwet" i Klarakvarteren
- Koordinater: 59°19′46.4″N 18°3′54.8″Ö / 59.329556°N 18.065222°Ö

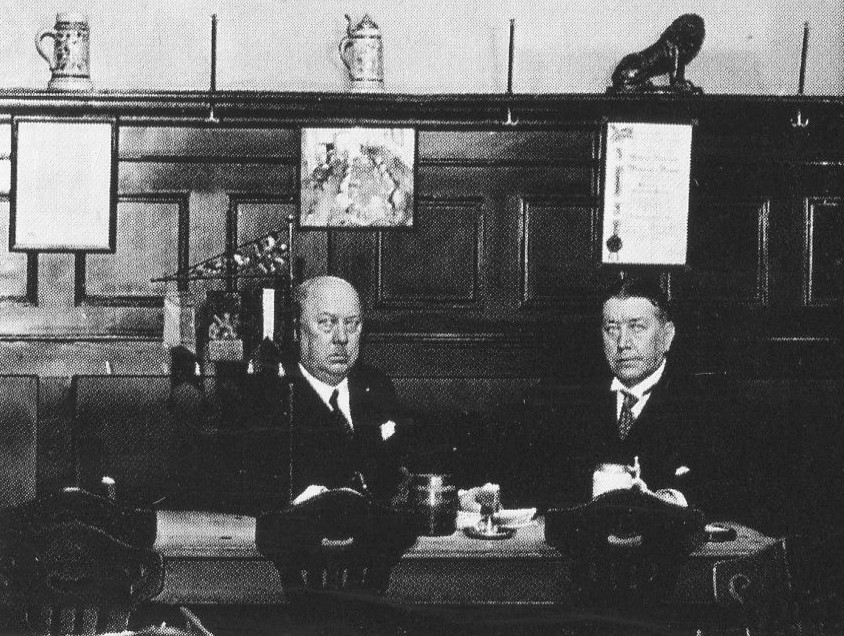
Grundaren P.E. Paulson (t.v.)

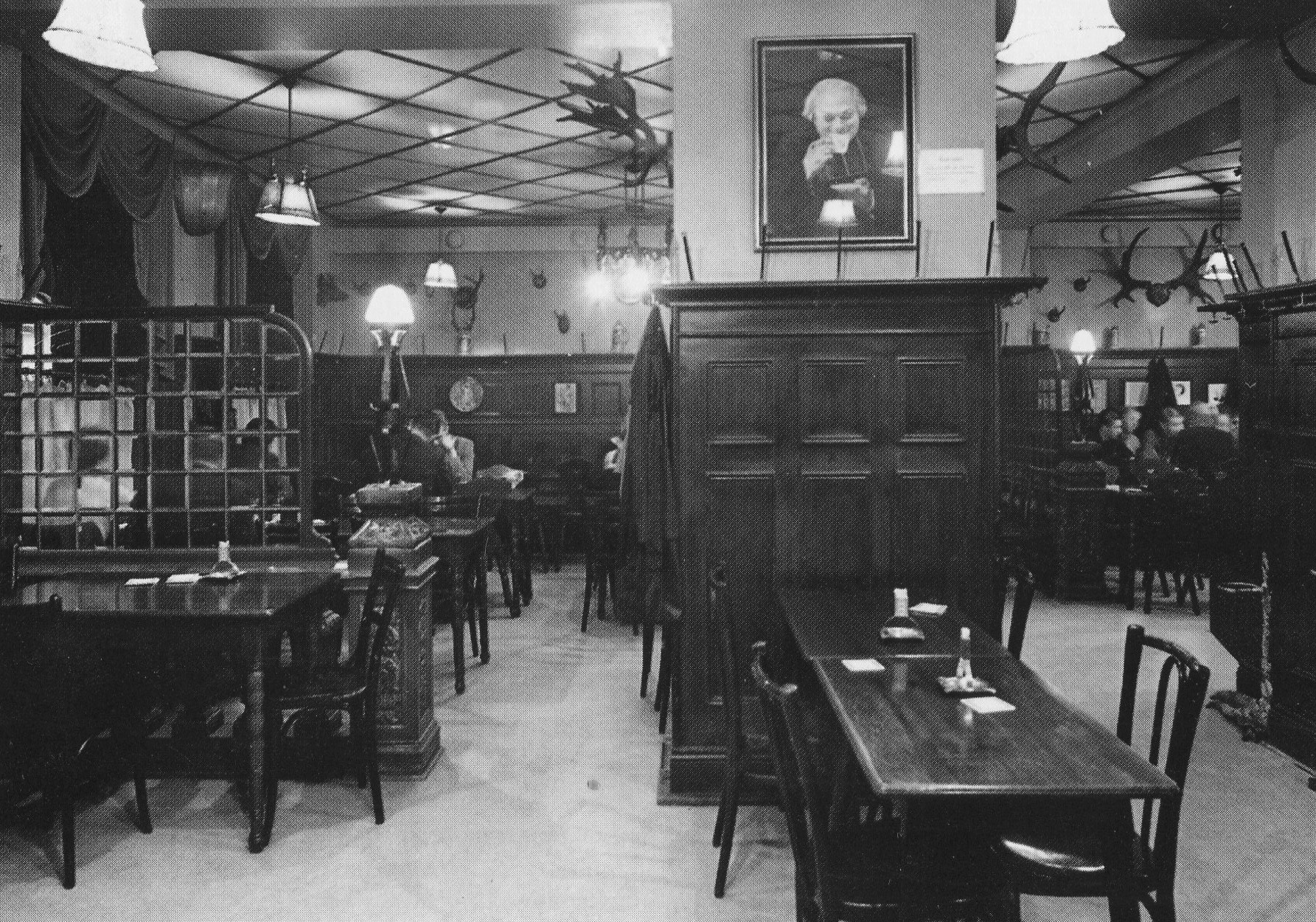
Interiör på 1950-talet.

I början av 1900-talet kom Paul E. Paulson från Östersund till Stockholm. Han fick anställning som kamrer hos ölbryggaren Fritz Dölling som tillsammans med sin son drev Pilsenerbryggeriet på Södermalm. År 1909 företog Paulson en studieresa i Tyskland och det var här, han fick idén att öppna en ölhall i Stockholm efter tysk förebild. 
Till ölet skulle han servera tysk och svensk husmanskost. Efter hemkomsten omsatte han sina planer i verklighet och öppnade 1910 ”Restaurant Löwenbräu” på Jacobsgatan 20 i Klarakvarteren. Här kunde gästerna dricka äkta tysk Löwenbräu som Paulson hade tecknat ett licensavtal med under sin Tysklandresa. 
Verksamheten bedrevs på två våningar; restauranglokalerna låg i bottenvåningen och köket en trappa upp. Familjen Paulson bodde på våning tre trappor. Efter Paul E. Paulsons död 1942 övertogs ledningen av sonen Sven Håkan, men även resten av familjen hjälpte till att driva lokalen. Till stamgästerna hörde journalister från de närbelägna tidningsredaktionerna i Klarakvarteren.

### "Löwet" vid Fridhemsplan
- Koordinater: 59°19′54″N 18°01′36.3″Ö / 59.33167°N 18.026750°Ö

I mitten av 1960-talet ryckte grävskoporna allt närmare i det stora cityomdanings-projektet Norrmalmsregleringen. 1969 stängde Löwenbräu och kvarteret revs. Istället uppfördes ett nytt ämbetshus för bland annat finansdepartementet med Byggnadsstyrelsen som byggherre och Nils Tesch som arkitekt. Restaurant Löwenbräu flyttade sin verksamhet till Fridhemsplan 29, där man kunde ta över en äldre ölkafélokal. En stor del av den gamla inredningen tillvaratogs och återuppbyggdes under ledning av en arkitekt från Löwenbräubryggeriet i München. Bland annat finns det så kallade "myntbordet" från början av 1910-talet kvar. Bordsskivan är full av präglade mynt med namnen på gamla stamgäster. 1970 var nyinvigning på den nya adressen. 1993 tog Gillis Andersson över verksamheten och är källarmästare än idag (2019), nuvarande restaurangchefen är Eva Karlsson.

## Bilder

Löwis vid Fridhemsplan
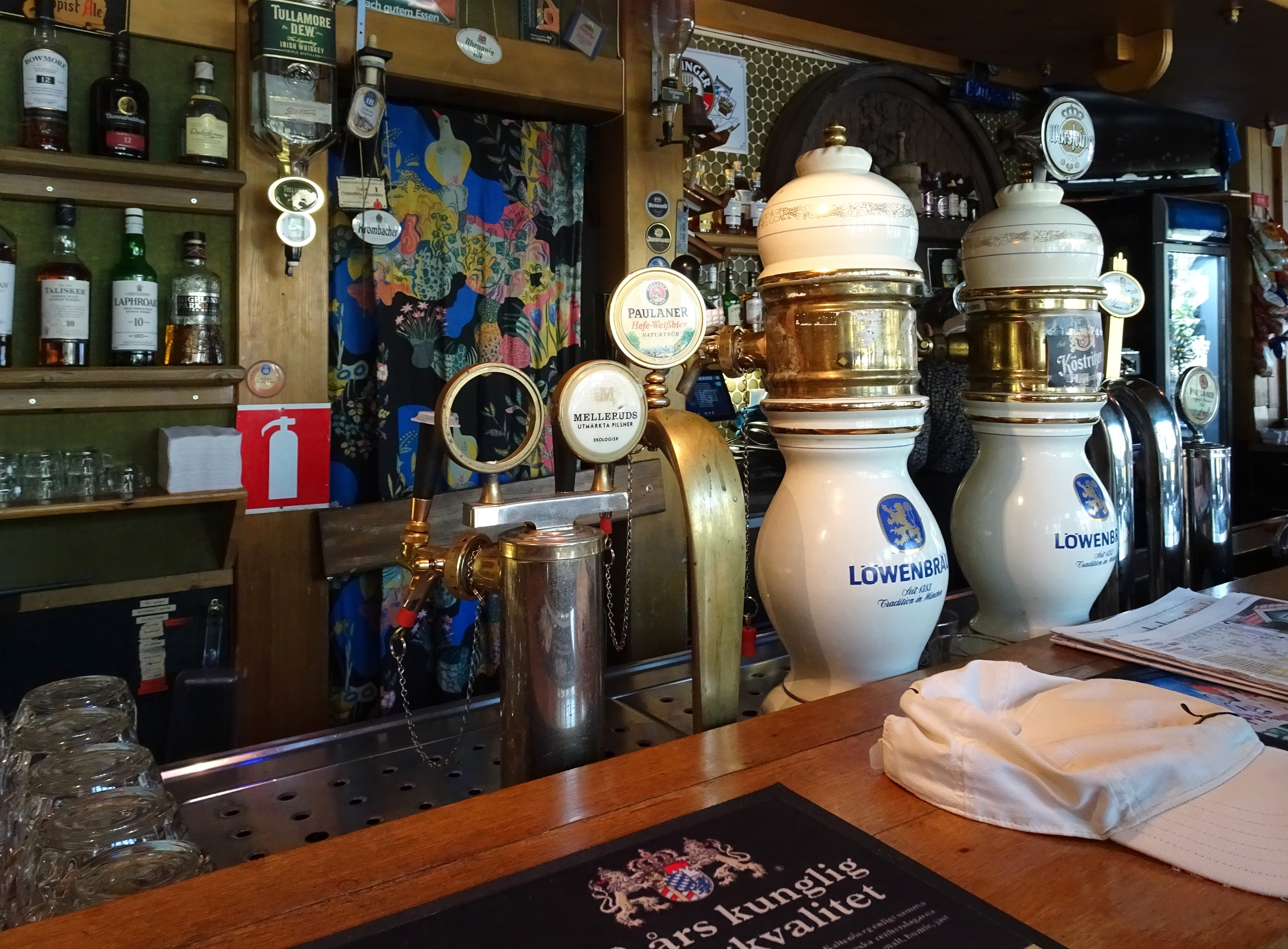
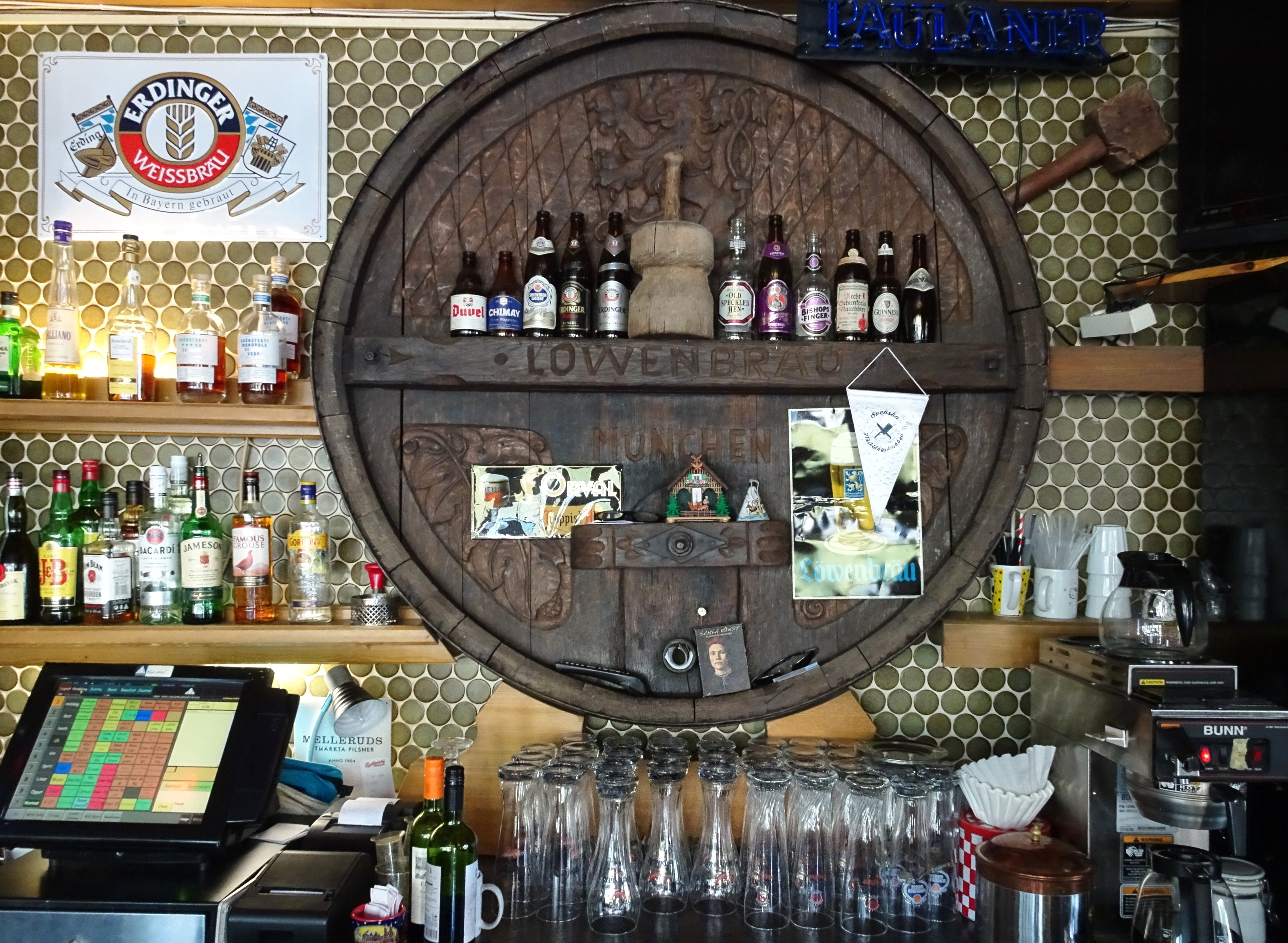
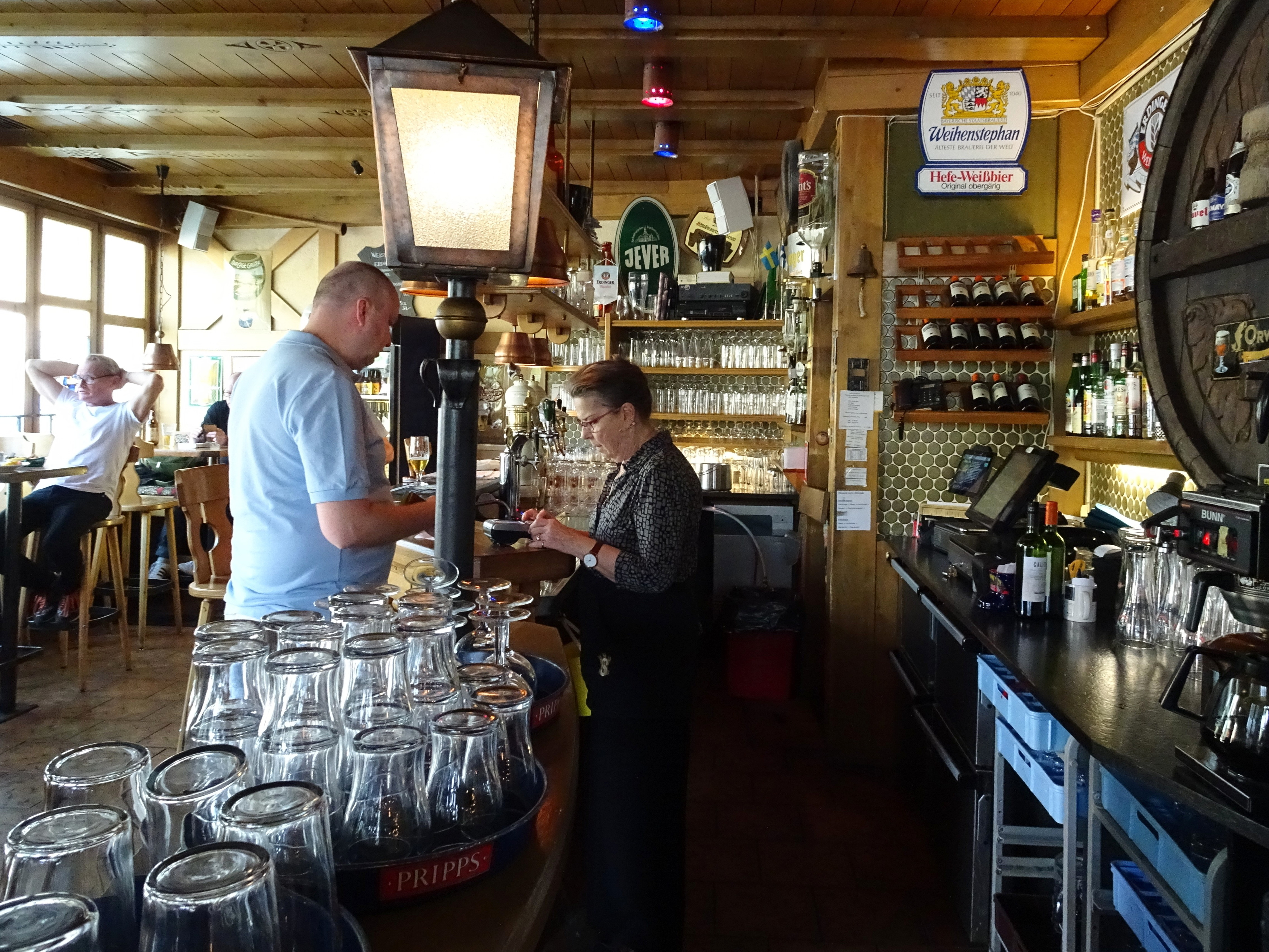
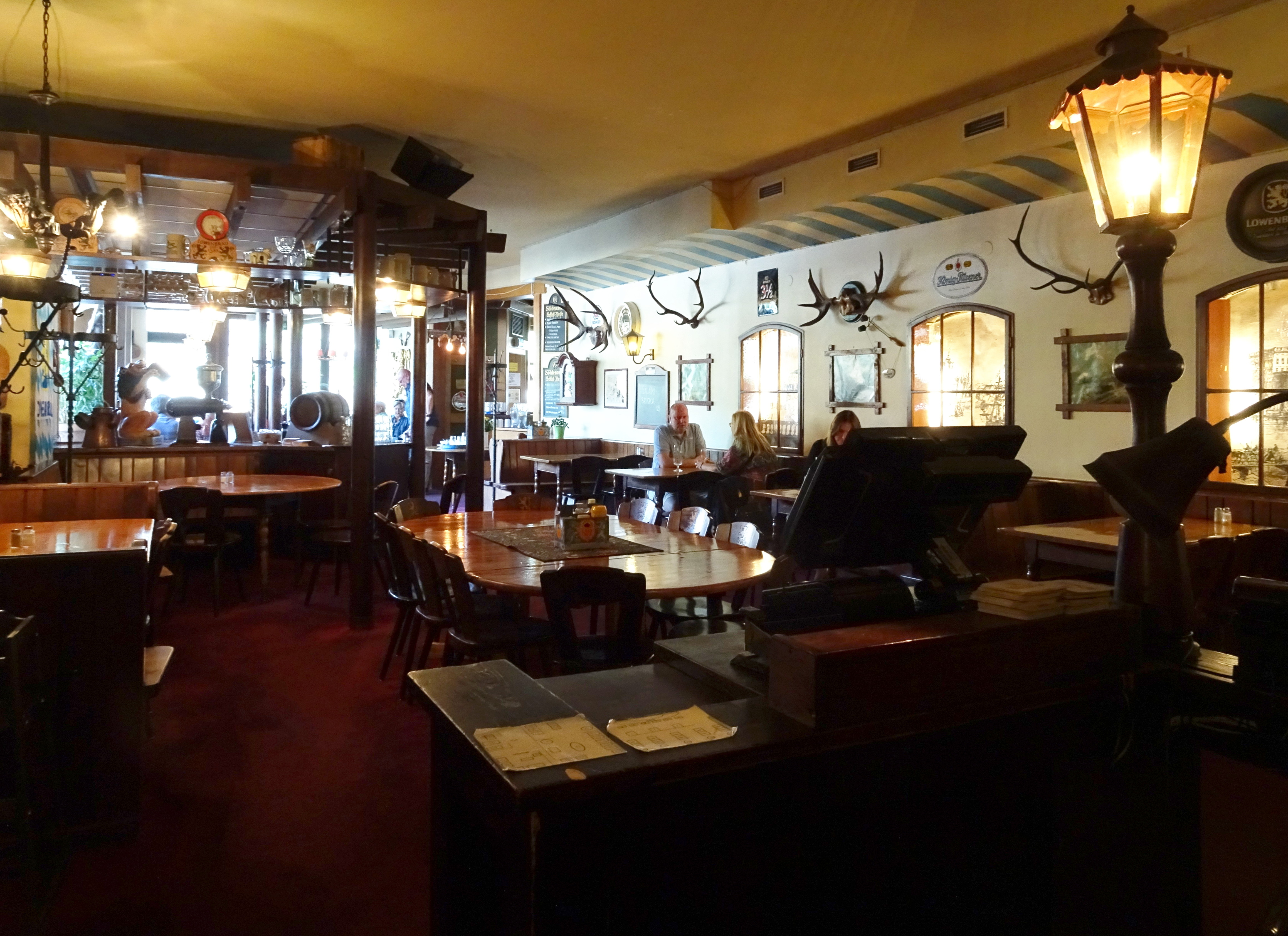
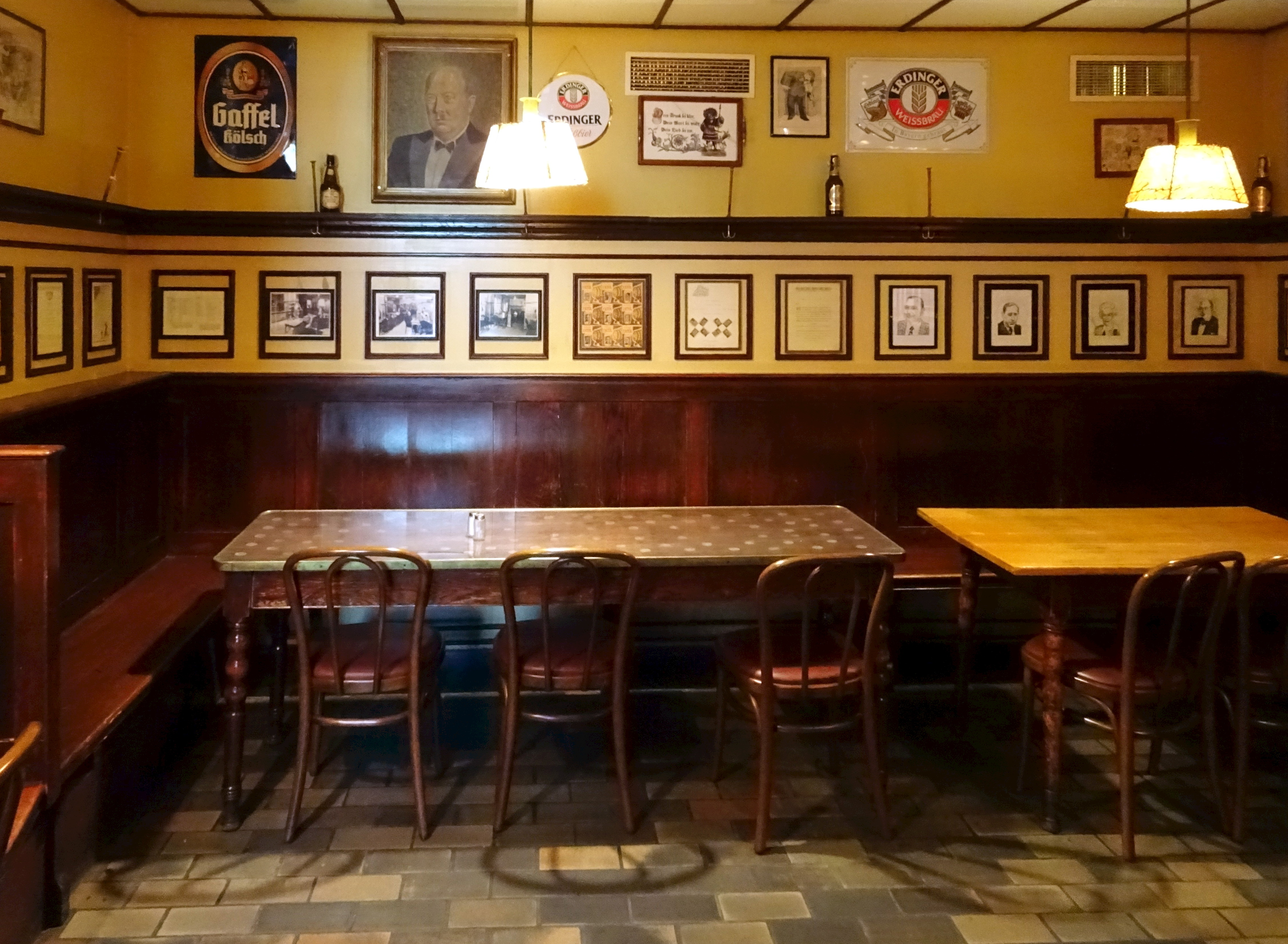